# Onocephala rugicollis
Onocephala rugicollis är en skalbaggsart som beskrevs av Thomson 1857. Onocephala rugicollis ingår i släktet Onocephala och familjen långhorningar. Inga underarter finns listade i Catalogue of Life.